# Haiti kreol nyelv
A haiti kreol nyelv (saját elnevezése kreyòl ayisyen) Haiti egyik hivatalos nyelve. Nyelvi besorolás szempontjából kreol nyelv, amely főleg a francia és pár nyugat-afrikai nyelven alapszik, azonban fejlődését kismértékben befolyásolta a portugál, a spanyol és az őslakosok által beszélt taíno nyelv is. 1961-ben Félix Morisseau-Leroy haiti író erőfeszítései nyomán az ország hivatalos nyelvévé nyilvánították a francia mellett. A nyelv közéletben, illetve irodalomban való használata még nem elterjedt, de egyre általánosabbá válik. A haiti lakosság csaknem egészének anyanyelve, ami 8,5 millió embert jelent, további 3,5 millió emigráns beszéli szerte a Karib-térségben, az Egyesült Államokban, Kanadában és Franciaországban.

## Nyelvtana
Habár a haiti kreol nagy részben a francia nyelvre épül, nyelvtana mint a többi kreol nyelv esetében is, erősen leegyszerűsödött és teljes mértékben izoláló nyelvvé fejlődött. Eltűnt a teljes igeragozási rendszer, az igeidők funkcióját elöljáró szavakkal pótolják. A személyes, birtokos és visszaható névmások egybeolvadtak. A nyelvtani nemek egyáltalán nincsenek megkülönböztetve. Az egyik legfigyelemreméltóbb tulajdonsága a többes szám képzési módja, melyet segédszó használatával képeznek.

### Személyes és birtokos névmások
A nyugat-afrikai nyelvekkel kapcsolatba hozható kreol nyelvek egyik jellegzetes sajátossága, hogy ugyanazt a szót használják a személyes névmás alanyi, tárgyas és a birtokos névmás különböző formái helyett. Például nem tesz különbséget az én, engem, és enyém alakok között
|     | Haiti      | Haiti (rövid) | Francia         | Magyar              |
| E/1 | mwen       | m             | je, me, mon     | én, engem, enyém    |
| E/2 | ou         | w             | tu, te, Tes     | te, téged, tied     |
| E/3 | li         | l             | il, elle, son   | ő, őt, övé          |
| T/1 | nou        | n             | nous, notre     | mi, minket, miénk   |
| T/2 | nou v. vou |               | vous, votre     | ti, titeket, tietek |
| T/3 | yo         | y             | ils, elles, son | ők, őket, övék      |

Példák
- mwen pale = je parle = én beszélek
- ou manje = tu manges = te eszel
- li travay = il traville = ő dolgozik
- fanmi mwen = mon famille = családom
- papa li = son père = apja

### Többes szám képzése
Szintén a nyugat-afrikai nyelvekkel kapcsolatba hozható kreol nyelvek sajátos tulajdonsága, a többes szám képzési módja. Amit a T/3. alakú személyes névmás segítségével képeznek az alábbi módon:
| haiti kreol | francia  | jamaicai kreol | angol | magyar       |
| ----------- | -------- | -------------- | ----- | ------------ |
| liv yo      | livres   | book them      | books | könyvek      |
| machin yo   | machines | cyar them      | cars  | gépek, autók |

### Igeidők
A haiti nyelv esetében a klasszikus értelemben vett igeidőkről nem beszélhetünk. Hiszen nem az ige alakjának megváltoztatásával, hanem az igék előtt álló elöljáró szavakkal képzik őket.
|     | Jelen idő  | Folyamatos jelen idő | Múlt idő      | Folyamatos múlt idő | Jövő idő  | Közeli, bizonyos jövő |
| E/1 | mwen manje | m ap manje           | mwen te manje | mwen t ap manje     | m a manje | mwen pral manje       |
| E/2 | ou manje   | w ap manje           | ou te manje   | ou t ap manje       | w a manje | ou pral manje         |
| E/3 | li manje   | l ap manje           | li te manje   | li t ap manje       | l a manje | li pral manje         |
| T/1 | nou manje  | n ap manje           | nou te manje  | nou t ap manje      | n a manje | nou pral manje        |
| T/2 | vou manje  | v ap manje           | vou te manje  | vou t ap manje      | v a manje | vou pral manje        |
| T/3 | yo manje   | y ap manje           | yo te manje   | yo t ap manje       | y a manje | yo pral manje         |

## Nyelvi példa
haiti kreol
„Tout moun fèt lib, egal ego pou diyite kou wè dwa. Nou gen la rezon ak la konsyans epi nou fèt pou nou aji youn ak lot ak yon lespri fwatènite.”
francia
„Tous les êtres humains naissent libres et égaux en dignité et en droits. Ils sont doués de raison et de conscience et doivent agir les uns envers les autres dans un esprit de fraternité.”
magyar
„Minden emberi lény szabadon születik, és egyenlő méltósága és joga van; az emberek, ésszel és lelkiismerettel bírván, egymással szemben testvéri szellemben kell, hogy viseltessenek.”